# Hoàng Cầm (nhà thơ)
Bài này viết về thi sĩ Hoàng Cầm, các nghĩa khác xem tại Hoàng Cầm (định hướng)
Hoàng Cầm tên thật là Bùi Tằng Việt, (22 tháng 2 năm 1922 – 6 tháng 5 năm 2010 tại Hà Nội), là một nhà thơ Việt Nam.

## Tiểu sử
Ông sinh ngày 22 tháng 2 năm 1922, tại xã Phúc Tằng, nay là phường Tăng Tiến, thị xã Việt Yên, tỉnh Bắc Giang. Quê gốc của Hoàng Cầm ở phường Song Hồ, thị xã Thuận Thành, tỉnh Bắc Ninh. Ông xuất thân trong gia đình nhà nho lâu đời. Thân sinh ông thi không đỗ, về dạy chữ Hán và làm thuốc bắc ở Bắc Giang. Tên ông được đặt ghép từ địa danh quê hương: Phúc Tằng và Việt Yên. Thuở nhỏ, ông học tiểu học, trung học đều ở Bắc Giang và Bắc Ninh; đến năm 1938, ra Hà Nội học trường Thăng Long. Năm 1940, ông đỗ tú tài toàn phần và bước vào nghề văn, dịch sách cho Tân dân xã của Vũ Đình Long. Từ đó, ông lấy bút danh là tên một vị thuốc đắng trong thuốc bắc: Hoàng Cầm.
Năm 1944, do Chiến tranh thế giới thứ hai xảy ra quyết liệt, ông đưa gia đình về lại quê gốc ở Thuận Thành. Cũng tại nơi này, ông bắt đầu tham gia hoạt động Thanh niên Cứu quốc của Việt Minh. Cách mạng tháng Tám nổ ra, ông về Hà Nội, thành lập đoàn kịch Đông Phương. Khi Chiến tranh Đông Dương bùng nổ, ông theo đoàn kịch rút ra khỏi Hà Nội, biểu diễn lưu động ở vùng Bắc Ninh, Bắc Giang, Sơn Tây, Thái Bình một thời gian rồi giải thể.
Tháng 8 năm 1947, ông tham gia Vệ quốc quân ở chiến khu 12. Cuối năm đó, ông thành lập đội Tuyên truyền văn nghệ, đội văn công quân đội đầu tiên. Năm 1952, ông được cử làm Trưởng đoàn văn công Tổng cục Chính trị, hoạt động biểu diễn cho quân dân vùng tự do và phục vụ các chiến dịch.
Tháng 10 năm 1954, đoàn văn công về Hà Nội. Đầu năm 1955, do đoàn văn công mở rộng thêm nhiều bộ môn, Hoàng Cầm được giao nhiệm vụ trưởng đoàn kịch nói. Cuối năm 1955, ông về công tác ở Hội Văn nghệ Việt Nam, làm công tác xuất bản. Tháng 4 năm 1957, ông tham gia thành lập Hội Nhà văn Việt Nam, và được bầu vào Ban chấp hành. Tuy nhiên, không lâu sau, do vụ án "Nhân văn Giai phẩm", ông phải rút khỏi Hội nhà văn vào năm 1958 và về hưu năm 1970 lúc 48 tuổi.
Năm 1982 ông bị bắt giam vào Hỏa lò vì tập thơ Về Kinh Bắc  sáng tác năm 1959 - 1960,đến năm 1983 được thả về mà không có phiên tòa nào xử tội chống Đảng của ông.Hậu quả của việc này là ông mắc bệnh trầm cảm.
Ông nổi tiếng với vở kịch thơ Hận Nam Quan, Kiều Loan và các bài thơ Lá diêu bông, Bên kia sông Đuống. Bài thơ Bên kia sông Đuống được chọn vào giảng dạy trong giáo trình trung học phổ thông.
Ngoài bút danh Hoàng Cầm ông còn có các bút danh: Bằng Việt, Lê Thái, Lê Kỳ Anh, Bằng Phi.
Đầu năm 2007, ông được nhà nước Việt Nam tặng Giải thưởng Nhà nước về Văn học nghệ thuật do Chủ tịch nước ký quyết định tặng riêng.
Thời gian cuối đời ông sống tại Hà Nội và ông đã mất vào ngày 6 tháng 5 năm 2010 tại Hà Nội vì bệnh nặng.

## Tác phẩm
- Hận ngày xanh (phóng tác theo Lamartine 1940);
- Bông sen trắng (phóng tác theo Andersen 1940);
- Cây đèn thần (phóng tác theo Nghìn lẻ một đêm, 1941);
- Thoi mộng (truyện vừa, 1941);
- Mắt thiên thu (tập thơ, mất bản thảo, 1941);
- Hai lần chết (truyện ngắn, 1941);
- Tỉnh giấc mơ vua (phóng tác theo Nghìn lẻ một đêm, 1942);
- Hận Nam Quan (kịch thơ, 1944, 1942);
- Bốn truyện ngắn (đăng Tiểu thuyết thứ Bảy từ 1939 đến 1943);
- Kiều Loan (kịch thơ) (kịch thơ, 1945);
- Viễn khách (kịch thơ, 1942, 1952);
- Lên đường (kịch thơ, 1952);
- Cô gái nước Tần (kịch thơ, 1952);
- Ông cụ Liên (kịch nói, 1952);
- Đêm Lào Cai (kịch nói 3 hồi, 1957);
- Tiếng hát quan họ (trường ca, in chung trong tập Cửa Biển, 1956);
- Những niềm tin (thơ dịch của Bonalan Kanfa – Algérie, 1965);
- Mưa Thuận Thành (tập thơ, 1987) 19 bài thơ;
- Men đá vàng (truyện thơ, viết 1973, nxb Trẻ, 1989);
- Về cõi em (tập thơ chưa in, 1992);
- Trương Chi (kịch thơ, xuất bản năm 1993);
- Bên kia sông Đuống (tập thơ chọn lọc, 1993) – Giải thưởng Nhà nước 2007;
- Lá diêu bông (tập thơ chọn lọc, 1970–1993) – Giải thưởng Nhà nước 2007;
- Về Kinh Bắc (tập thơ, 1959–1994) 50 bài thơ;
- Tương lai (kịch thơ, 1995);
- 99 tình khúc (tập thơ tình, 1995) – Giải thưởng Nhà nước 2007;
- Văn xuôi Hoàng Cầm (tập văn, 1997);

## Nhận xét
Kháng chiến của Việt Nam không thể thành công nếu không có nhạc của Văn Cao, không có thơ của Hoàng Cầm.